# パーサヴィアランス
パーサヴィアランス（英語: Perseverance、「忍耐強さ」、「不屈（の努力）」の意。パーサビアランス、パーシビアランスとも、愛称: Percy、パーシー）は、NASAのマーズ2020ミッションの一環として、火星のジェゼロクレーターを探査するためのマーズ・ローバー（火星探査車）である。ジェット推進研究所によって製造され、2020年7月30日11時50分 (UTC) に打ち上げられた。ローバーが火星に着陸したことの確認は、2021年2月18日20時55分 (UTC) に受信された。2021年7月23日現在、パーサヴィアランスは火星に150火星日（地球日数154日）滞在している。 
パーサヴィアランスは、7つの新しい科学機器を搭載し、合計19台のカメラと2つのマイクを搭載している。ローバーは、他の惑星で初の動力飛行を試みる実験機である小型ヘリコプター「インジェニュイティ」を搭載している。

## ミッション

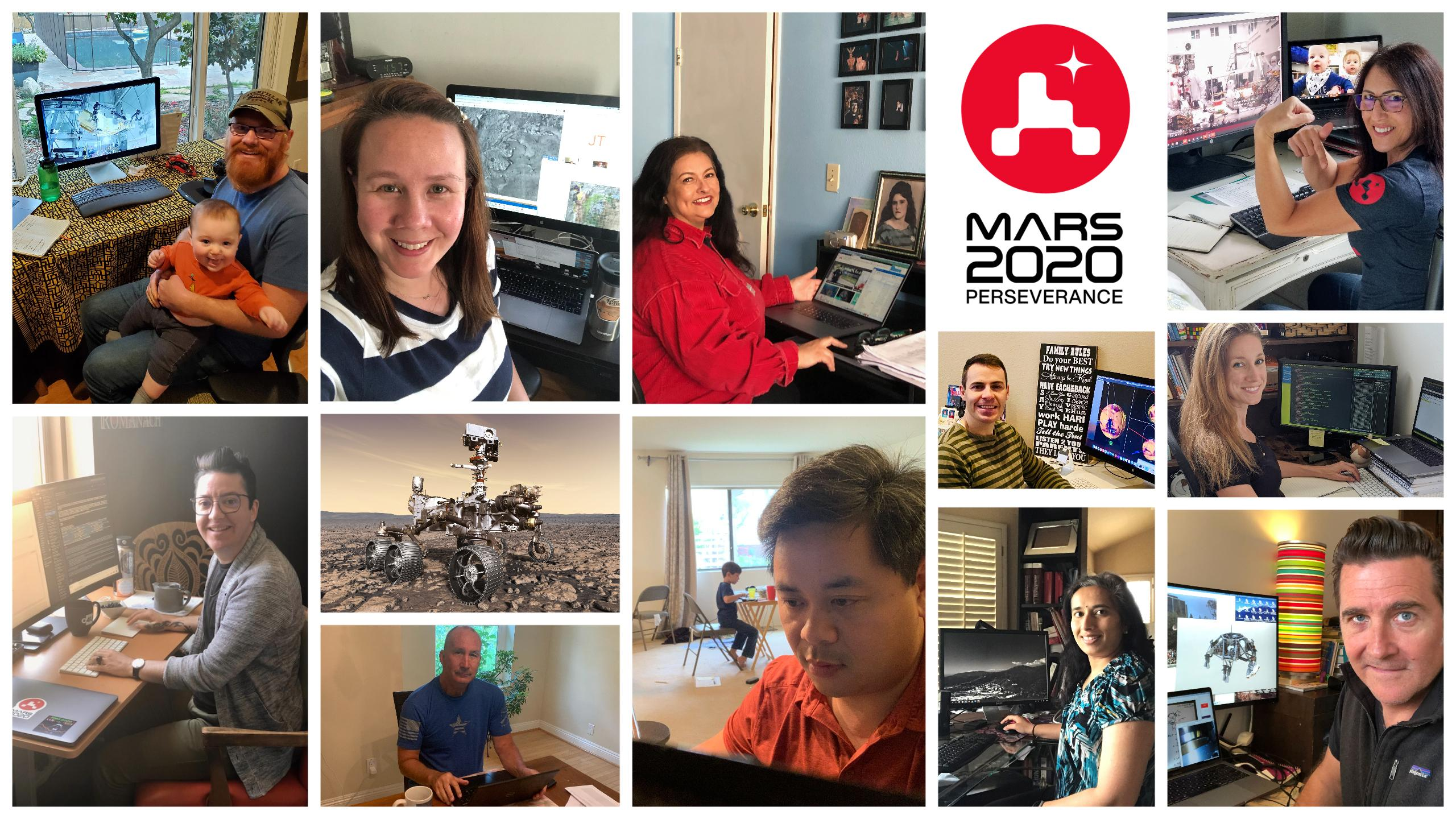
プロジェクトのメンバーがロケット「アトラス V」の打ち上げの前の7月17日からの期間中のミッションをコロナ禍のためテレワークで進める様子

### 科学目標
パーサヴィアランスには、火星探査計画の科学目標を支える4つの科学目標がある。
1. 生息可能性の探索：微生物が生息可能な過去の環境を特定する。
2. 生命存在指標 (biosignatures) の探索：そのような環境に生息していた可能性を有する過去の微生物の痕跡を、特にその痕跡が長期間保存されていることが知られている特殊な岩石の中から探す。
3. サンプルのキャッシング：岩盤コアとレゴリス（「土壌」）のサンプルを収集し、火星の表面に保存する。
4. 人間のための準備：火星の大気から酸素生産を試行する。

### 歴史

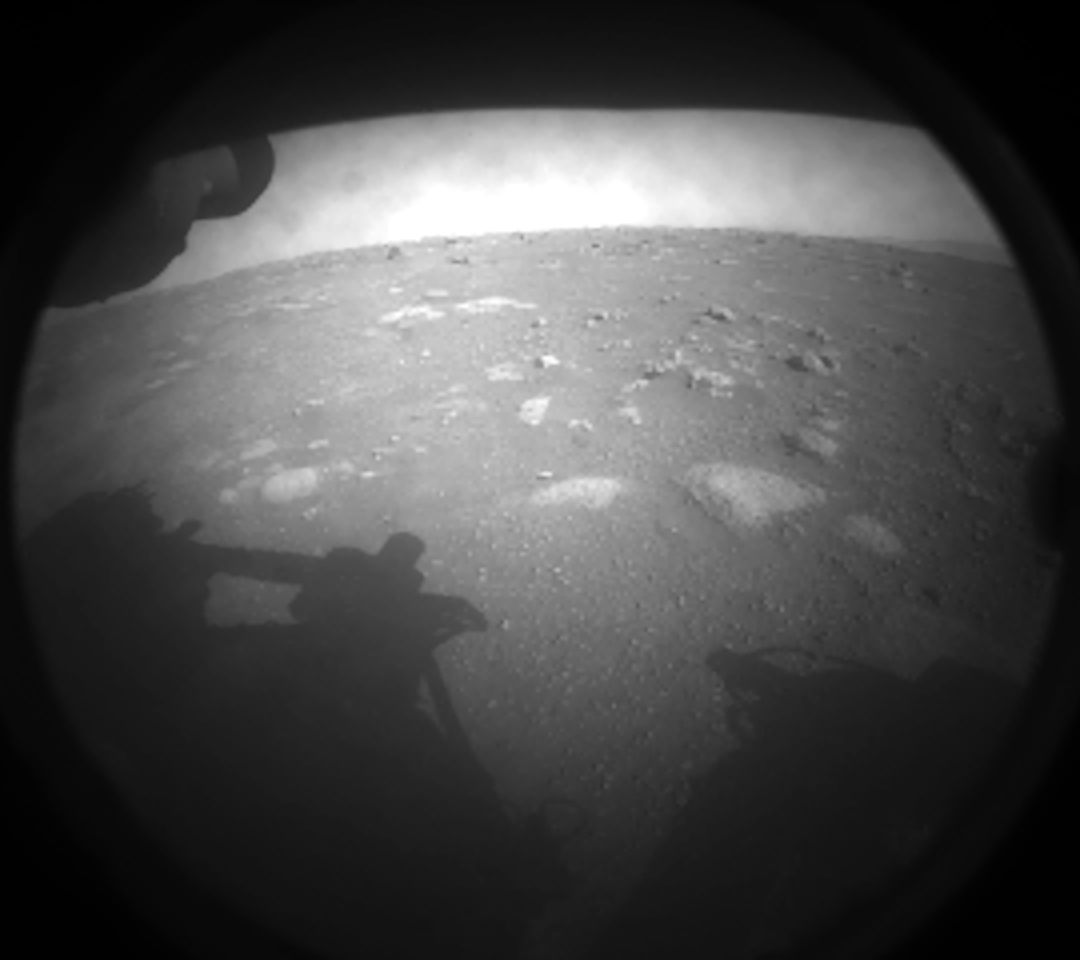
パーサヴィアランス – 1枚目の生画像 - 火星着陸（2021年2月18日

NASAの火星探査計画は、2012年8月にキュリオシティが着陸に成功して注目を集めたが、2010年代初頭に不確実な状態に陥っていた。NASAは予算が削減され、欧州宇宙機関 (ESA) との共同研究計画から撤退し、後続の火星探査ミッションも中止せざるを得なくなった。2012年の夏までに、2年ごとに火星へのミッションを打ち上げていたプログラムが、2013年以降は承認されたミッションが無くなった。
2011年の全米科学・工学・医学アカデミー報告書「Planetary Science Decadal Survey」は、惑星科学コミュニティによる影響力のある提言をまとめたもので、2013年から2022年までの10年間のNASAの惑星探査プログラムの最優先事項は、火星表面のサンプルを収集し、打ち上げ、安全に地球に帰還させるための3つのミッションを行う「マーズ・サンプル・リターンキャンペーン」を開始すること、と述べている。報告書によると、NASAはこの取り組みの第一歩としてサンプルを回収するローバーに投資すべきで、費用を25億ドル以下に抑えることを目標としている。
キュリオシティ探査機の成功と10年ごとの調査の提言を受けて、NASAは2012年12月に開催された米国地球物理学連合の会議で、2020年までに新たな火星探査機のミッションを打ち上げる意向を表明した。
当初は、野心的なサンプルキャッシング能力と後継するミッションにコミットすることに躊躇していたが、NASAが招集した火星2020プロジェクトの科学定義チームは、2013年7月に、ミッションは「魅力的な一連のサンプルを選択し、リターン可能なキャッシュに保存する」べきであるとの報告書を発表した。

### 設計

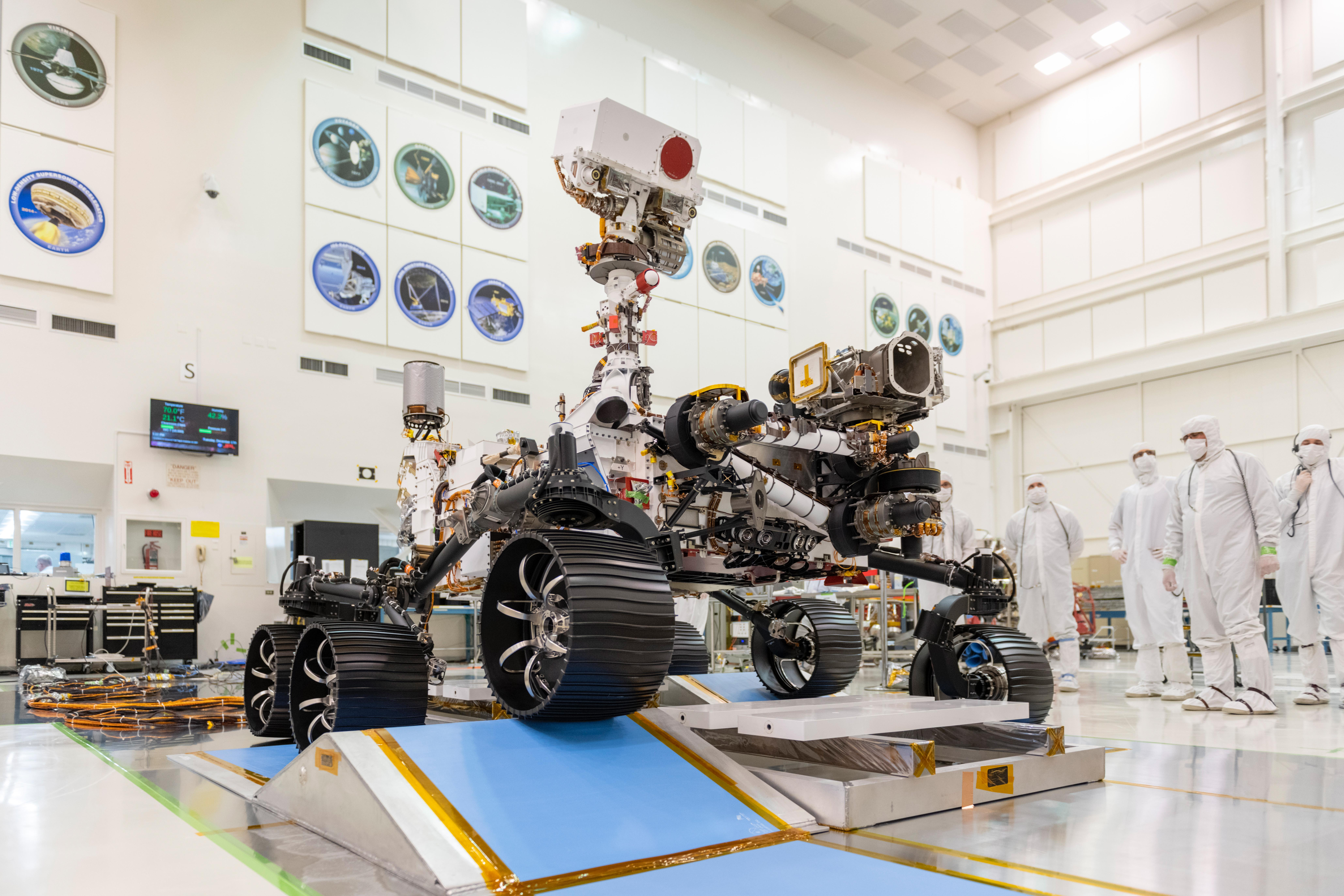
カリフォルニア州パサデナ近郊のジェット推進研究所でのパーサヴィアランス

パーサヴィアランスは、前身のキュリオシティからの設計の進化を表している。この2つのローバーは、ボディプラン、着陸システム、クルーズステージ、パワーシステムなどが共通している。しかし、新しいローバーには、キュリオシティから多くの教訓が取り入れられている。エンジニアたちは、いくつかの損傷を受けたキュリオシティのホイールよりも頑丈になるように、パーサヴィアランスのホイールを設計した。このローバーは、キュリオシティの50センチメートル (cm) のホイールよりも幅が狭く、直径が大きい52.5cmの太くて耐久性の高いアルミニウム製ホイールが採用されている。アルミニウム製のホイールは、トラクションのためのクリートで覆われており、バネ性のあるサポートのために湾曲したチタン製のスポークが付いている。キュリオシティと同様に、ローバーはロボットアームが搭載されているが、パーサヴィアランスのアームは2.1メートル (m) と長くて丈夫である。このアームには、火星表面の地質学的サンプルを超クリーンなキャッシングチューブに保存するための精巧な岩石採取・サンプリング機構が搭載されている。
パーサヴィアランスの自重は、装置の大型化、試料の採取と保存システムの搭載、走行輪の改良などから1025キログラム (kg) と前身の899kgに対して14パーセント (%) 増加している。
パーサヴィアランスの発電機 (MMRTG) の質量は45kgで、4.8kgの酸化プルトニウム238を動力源として使用している。プルトニウム238の自然崩壊により熱が発生し、それが電気に変換される。これは時間の経過とともに減少していく。MMRTGは2つのリチウムイオン充電池を充電し、ローバーの活動に必要な電力を供給しているが、定期的に充電する必要がある。ソーラーパネルとは異なり、MMRTGは、夜間や砂嵐の中、冬の間もローバーの機器を操作するための大きな柔軟性をエンジニアに提供する。
パーサヴィアランスのコンピュータは、BAE RAD750耐放射線性シングルボードコンピュータを使用している。このコンピュータは128メガバイト (MB) の揮発性DRAMが搭載され、133メガヘルツ (MHz) で動作する。フライトソフトウェアは、別のカードで4GBのNAND不揮発性メモリにアクセスすることができる。

### 火星でのインジェニュイティヘリコプターの実験
インジェニュイティヘリコプターは、太陽電池式ドローン。質量1.8kgで、火星の希薄な大気圏での飛行の安定性を実証し、予定されている30日間のミッションでローバーの理想的な走行ルートを偵察する可能性を証明するとされている。カメラの他に科学機器は搭載されていない。ヘリコプターは、パーサヴィアランスに搭載された基地局を介して地球と通信を行い、最初の離陸は2021年4月19日07：15(UTC)に試みられ、3時間後の10：15(UTC)に動画で飛行が確認された。

## プレート
2019年5～9月にネット上で「あなたの名前を火星に送ろう」キャンペーンが行われ、世界中から1093万2295名の応募があった。最多はトルコの252万8844人で続いてインドが177万8277人、米国が173万3559人と続く。またハンギョレによると韓国から20万3814人応募があったという。中国・日本・北朝鮮からの参加者はそれぞれ29万2071人と3万1920人と2044人あったといい、1人以上の名前が搭載された国の数は計250カ国に達する。また「探査車に名前を付ける」コンテストの155人のファイナリストのエッセイとともに、太陽を中央に置いて左右両側に地球と火星が太陽光線でつながっている様子をレーザーで刻みこんだ絵と、その太陽光線の間には「Explore As One（一つとして探査する）」というモールス符号も刻まれている。

## 搭載機器

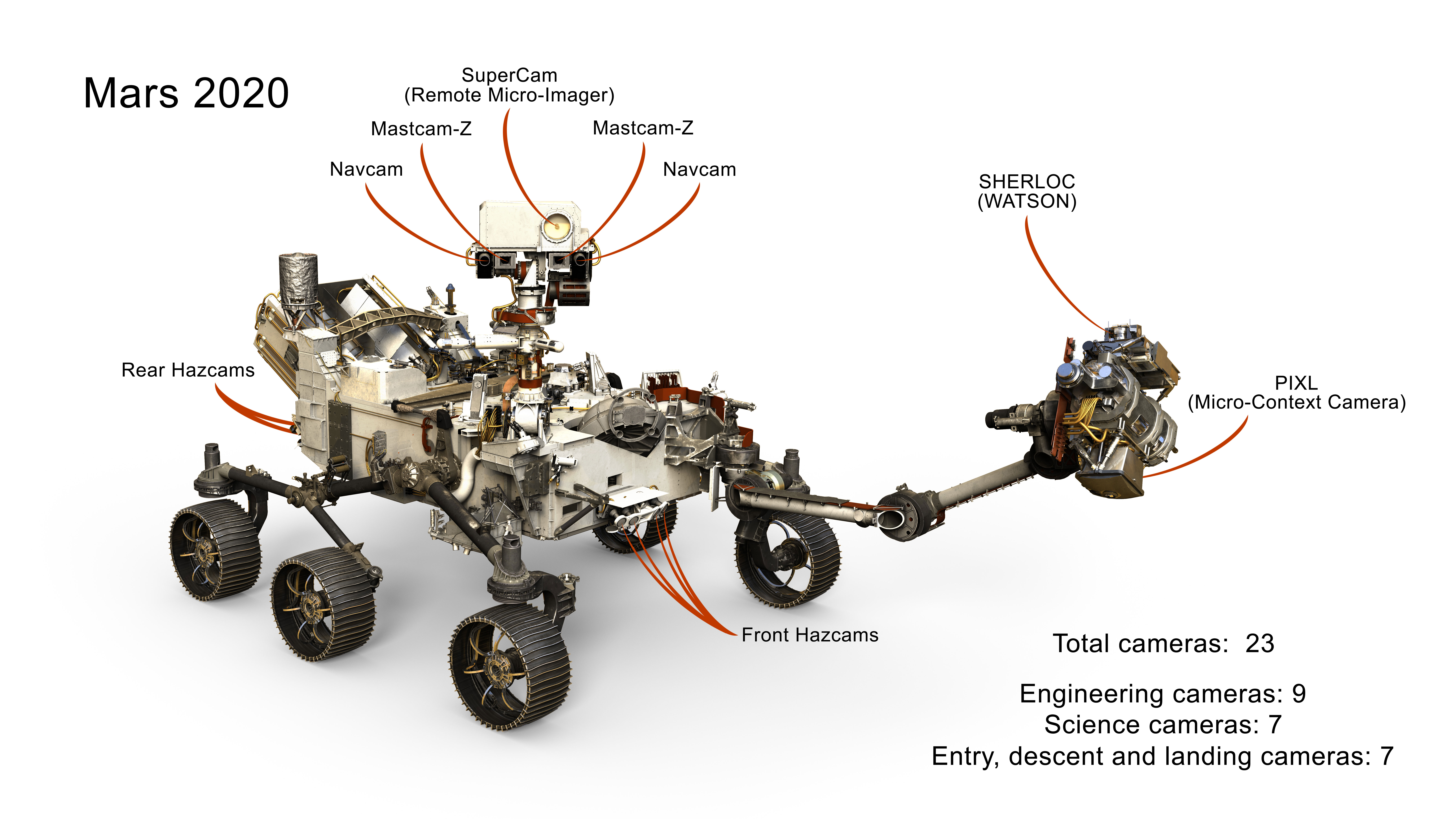
パーサヴィアランスは、23台のカメラを搭載する。

- スーパーカム（SuperCam） - キュリオシティのChemCamの改良版であり、カメラ、2つのレーザー、4つの分光計を使用して岩や土壌の遠隔分析する遠隔探査機器で、微量の化学物質を測定するのに十分な感度を備える。
- 火星環境動力学分析器 (MEDA) - 塵のサイズと形状、毎日の天気予報、火星の放射と風のパターンに関する情報収集。
- 火星酸素現地資源利用実験(MOXIE) - 別惑星の大気で人間が必要な酸素を生成する実験で、4月20日に固体酸化物形電解セルを用いて二酸化炭素から酸素を生成した。
- X線岩石化学用惑星計器 (PIXL) - アームの先端についており、火星の物質を詳細に分析可能なX線分光器。
- RIMFAX - 150〜1200 MHzの電波周波数を使用して地下数十メートルの状態を解析可能。
- SHERLOC（シャーロック）は、機体に三つのコンポーネントとして組み込まれている。
  - SHERLOC Turret Assembly (STA) ：アーム先端についており、紫外線ラマン分光法、、レーザーとカメラ（WATSON、ワトソン）を使った詳細画像の重ね合わせデータから有機物や鉱物を分析する。
  - SHERLOC Body Assembly（SBA）：ボディ内部にあり、マーズ2020との間のインターフェイスとして機能する。
  - SHERLOC Calibration Target (SCT) ：シャーシ前面についており、分光器の較正用ターゲットがついている。このサンプルにはNASAで開発された火星用宇宙服マーズスーツの素材が組み込まれており、そのデータもNASAに送られている。

## ギャラリー

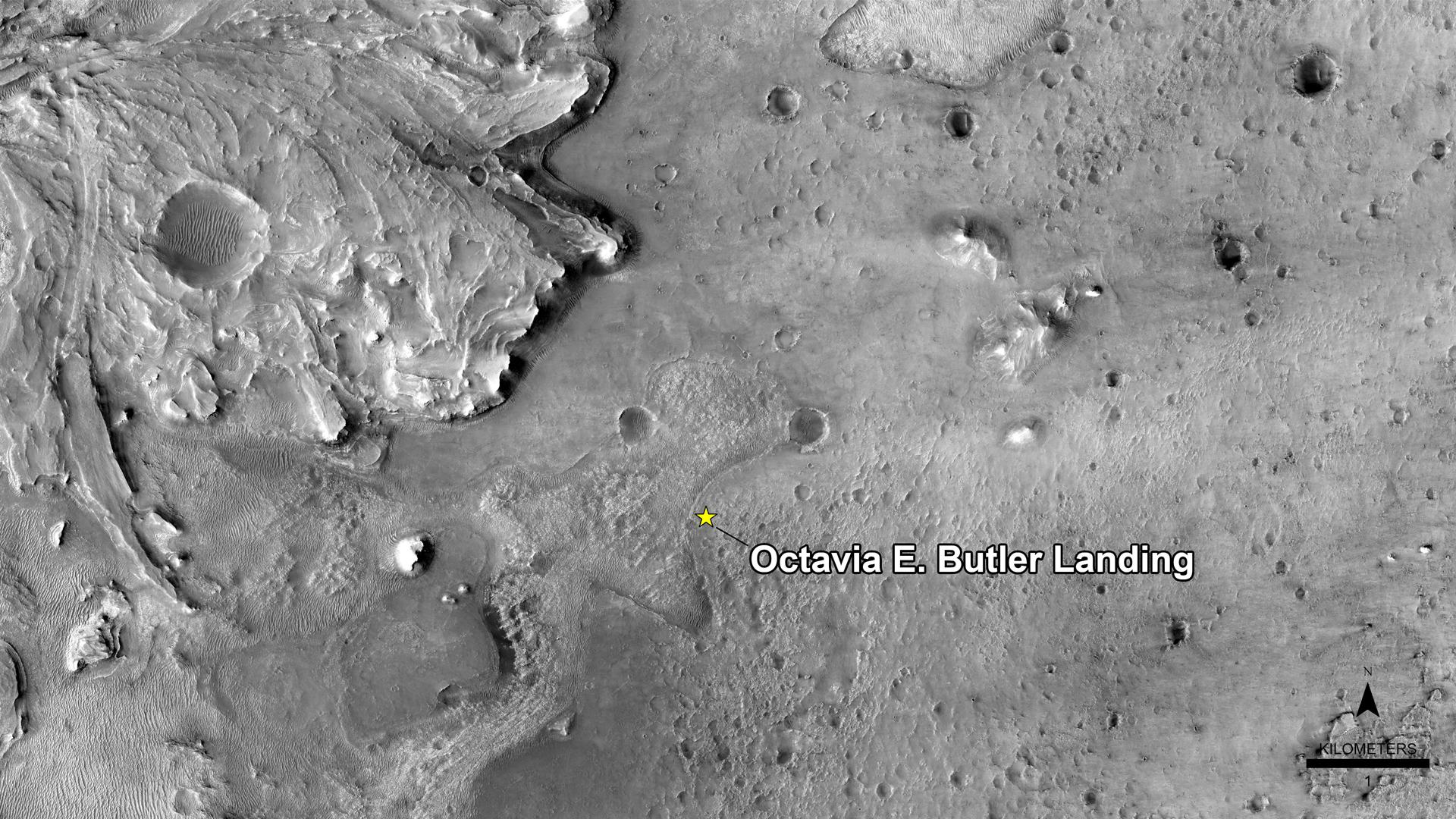
「パーサヴィアランス」ローバー － ジェゼロクレーターのオクティヴィア・E・バトラー着陸地点。（2021年3月5日）

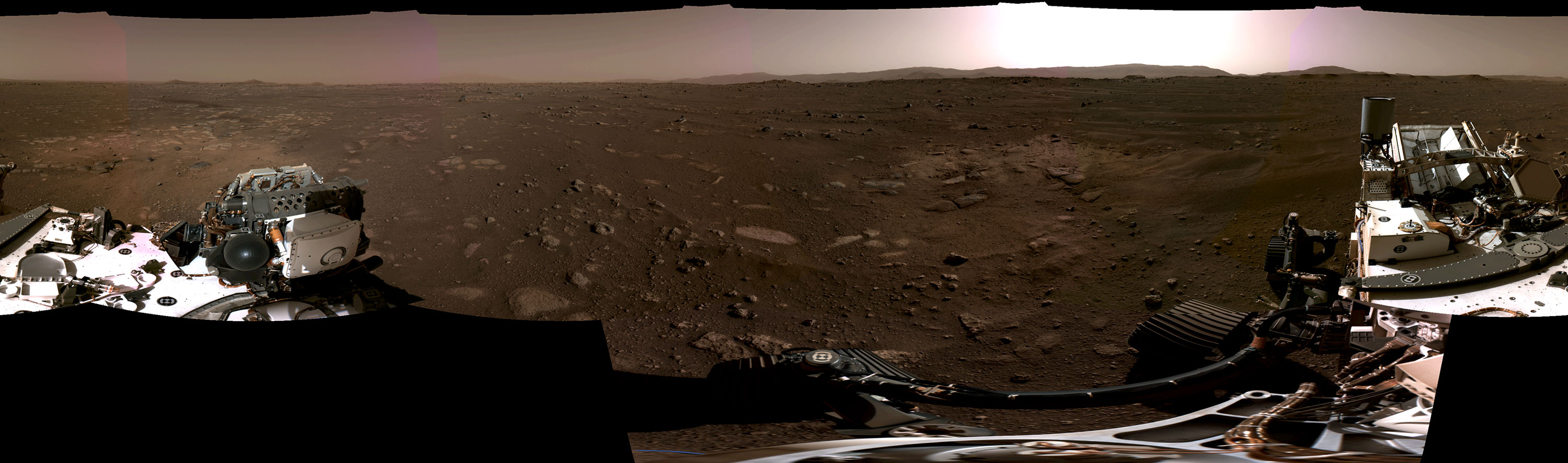
火星の「パーサヴィアランス」ローバー–着陸地点のパノラマビュー。（2021年2月18日）

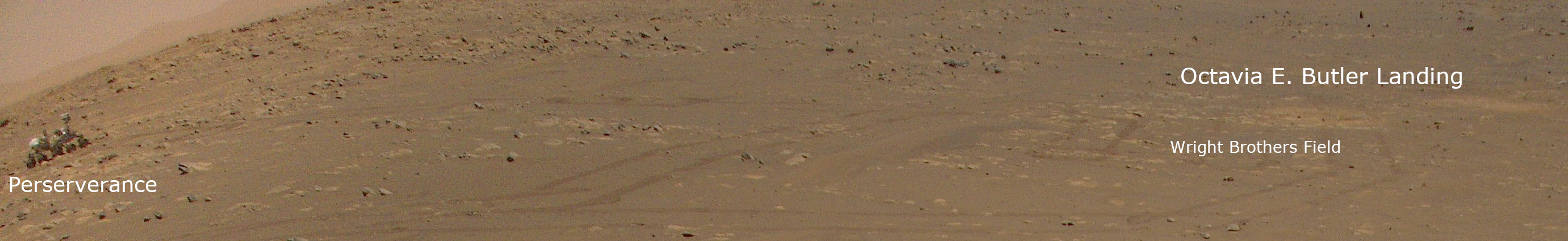
「インジェニュイティ」ヘリコプターは、空中で5.0mから約85m離れた「パーサヴィアランス」ローバー（左）を表示する。（2021年4月25日）

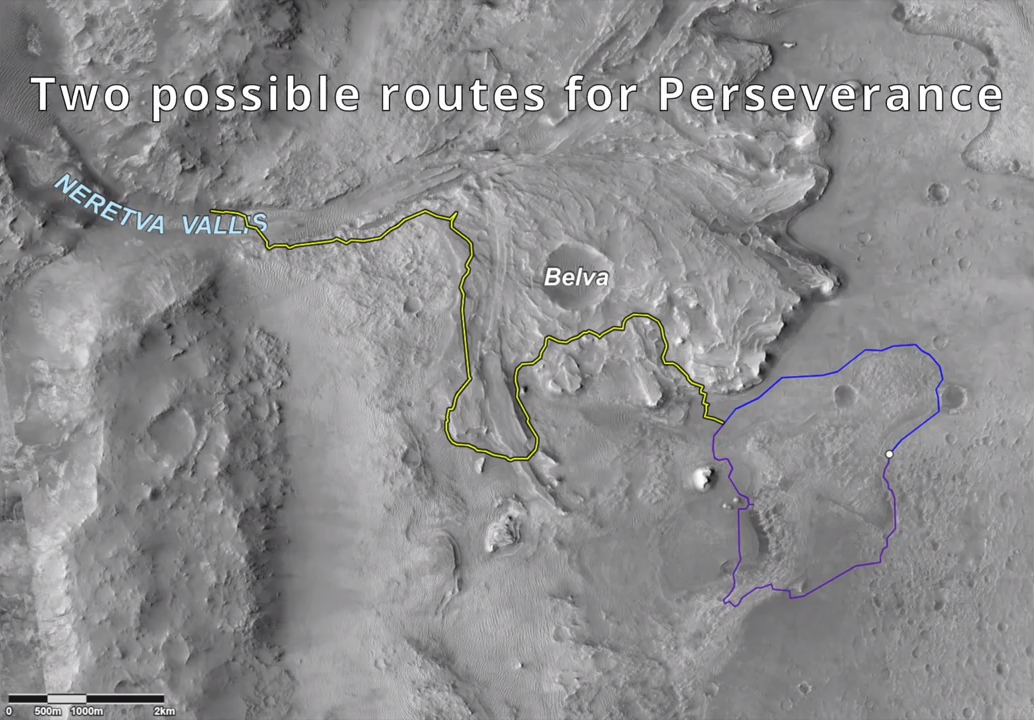
火星の「パーサヴィアランス」ローバー、探査と研究のための可能なルート。